# МАЗ-5440
МАЗ-5440 «Простор» (англ. MAZ-5440 Prostor) — білоруський сідловий тягач з колісною формулою 4х2, що випускається на Мінському автомобільному заводі з 1997 року.

## Історія
У 1996 році, після успішного проходження приймальних та експлуатаційних випробувань в автогосподарствах Республіки Білорусь, був рекомендований до серійного виробництва новий модельний ряд МАЗ-5440. 
11 березня 1997 року з конвеєра Мінського автомобільного заводу зійшов перший магістральний тягач нового сімейства МАЗ-54421. Наприкінці 1997 року зібрані автомобілі МАЗ-54402 і МАЗ-544021, які повністю відповідають усім європейським вимогам по великовантажних автомобілях для міжнародних перевезень.
У 2008 році Мінський автомобільний завод представив рестайлінгову модель МАЗ-5440А9 з модернізованою кабіною, автомобілі з'явилися в продажі в 2009 році. З цього часу нові сідлові тягачі і бортові автомобілі отримали назву «Простор».
У 2014 році до свого 70-річного ювілею Мінський автозавод випустив перспективний сідловий тягач екологічного стандарту Євро-6 - МАЗ-5440М9. Він відрізняється новаторським дизайном кабіни, виконаним у дусі вантажівок Volvo FH і Mercedes-Benz Actros останніх поколінь.

## Модифікації

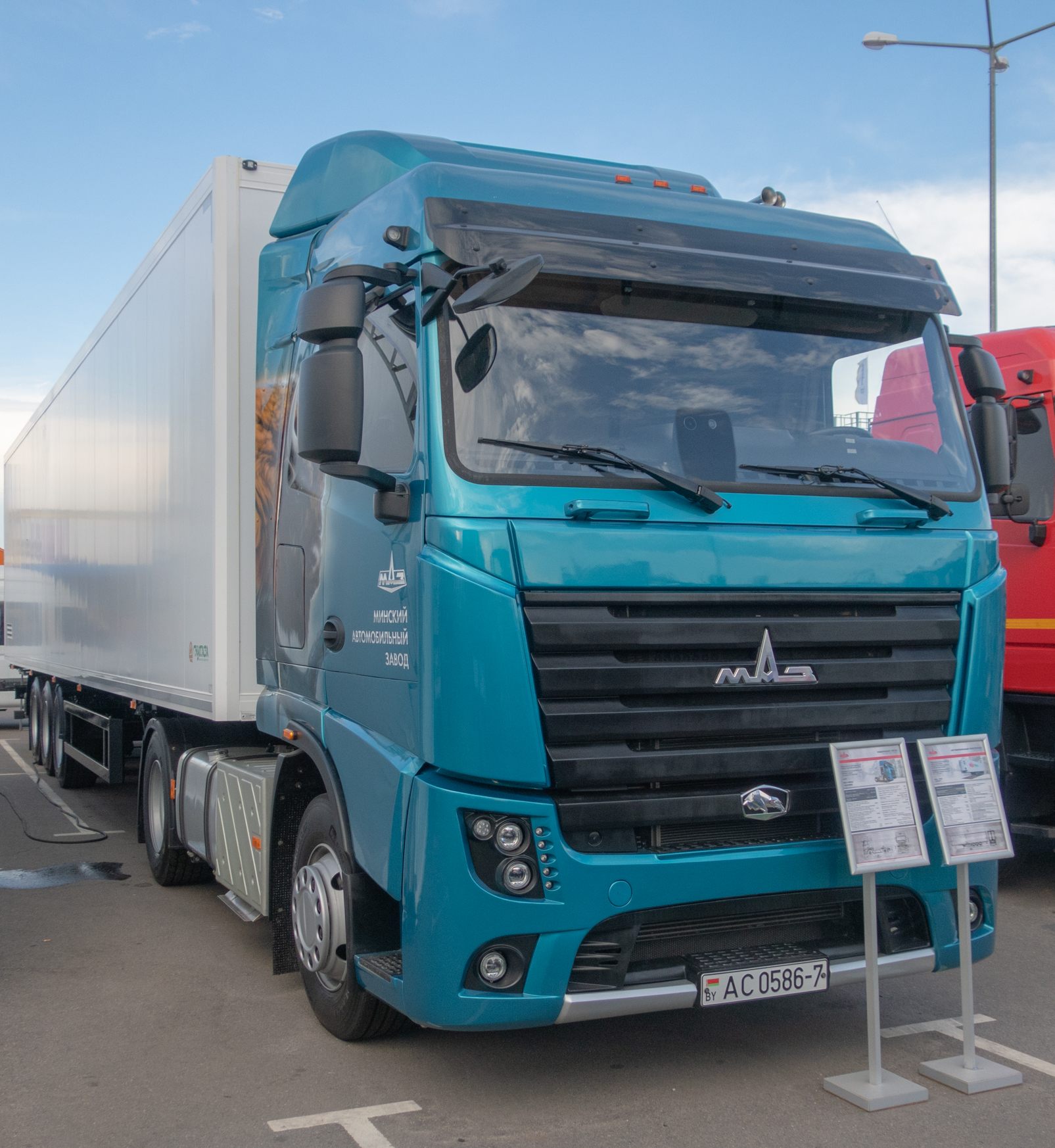
MAZ-5440M9

- МАЗ-5440A3 (з двигуном ЯМЗ-6562.10 потужністю 250 к.с., призначений для громадського транспорту)
- МАЗ-5440A5 (розроблений як будівельний транспортний засіб, 330 к.с.)
- МАЗ-5440A8 (400 к.с.)
- МАЗ-5440A9 (ЯМЗ-650, 400 к.с.)
- МАЗ-544018
- МАЗ-544019 (400 к.с.)
- МАЗ-5440B3
- МАЗ-5440B9
- МАЗ-5440E9 (400 к.с.)
- МАЗ-54402 (також відомий як МАЗ-5442)
- МАЗ-544021 (також відомий як МАЗ-54421, з двигуном MAN D2866 LF15 потужністю 370 к.с.)
- МАЗ-5440М9 (з двигуном Mercedes-Benz OM 471 (Євро-6) потужністю 475 к.с.)